# Mistrzostwa Świata Juniorek w Hokeju na Lodzie 2022 (II Dywizja)
Mistrzostwa Świata Juniorek w Hokeju na Lodzie II Dywizji 2022 rozegrane zostały w dniach 27 czerwca – 5 lipca 2022 roku w Stambuł w Turcji.
Hale, w których zorganizowano zawody:
- Arena Park 1 i Arena Park 2 w Stambuł

Do mistrzostw II Dywizji przystąpiło 9 zespołów, które w pierwszej rundzie zostały podzielone na trzy grupy. Wszystkie zespoły awansowały do drugiej rundy; zostali przydzieleni do grup drugiej rundy zgodnie z rankingiem pierwszej rundy.

## Pierwsza runda

### Grupa A
Wyniki
| 27 czerwca 2022 | Meksyk | 0:6 | Wielka Brytania | Arena Park 1, Stambuł |

| Szczegóły      | Szczegóły | Szczegóły       | Szczegóły | Szczegóły |
| -------------- | --------- | --------------- | --------- | --------- |
| Godzina: 20:00 |           | (0:1, 0:3, 0:2) |           |           |

| 28 czerwca 2022 | Turcja | 2:1 pk. | Meksyk | Arena Park 1, Stambuł |

| Szczegóły      | Szczegóły | Szczegóły                 | Szczegóły | Szczegóły |
| -------------- | --------- | ------------------------- | --------- | --------- |
| Godzina: 20:00 |           | (0:0, 1:1, 0:0, 0:0, 1:0) |           |           |

| 29 czerwca 2022 | Wielka Brytania | 6:0 | Turcja | Arena Park 1, Stambuł |

| Szczegóły      | Szczegóły | Szczegóły       | Szczegóły | Szczegóły |
| -------------- | --------- | --------------- | --------- | --------- |
| Godzina: 20:00 |           | (2:0, 3:0, 1:0) |           |           |

Tabela
| Lp. | Zespół          | M | Pkt | Z | Zd | Pd | P | G+ | G− | +/− |
| --- | --------------- | - | --- | - | -- | -- | - | -- | -- | --- |
| 1   | Wielka Brytania | 2 | 6   | 2 | 0  | 0  | 0 | 12 | 0  | +12 |
| 2   | Turcja          | 2 | 2   | 0 | 1  | 0  | 1 | 2  | 7  | −5  |
| 3   | Meksyk          | 2 | 1   | 0 | 0  | 1  | 1 | 1  | 8  | −7  |

    = kontynuacja w drugiej rundzie w grupie D     = kontynuacja w drugiej rundzie w grupie E     = kontynuacja w drugiej rundzie w grupie F

### Grupa B
Wyniki
| 27 czerwca 2022 | Łotwa | 2:5 | Holandia | Arena Park 2, Stambuł |

| Szczegóły      | Szczegóły | Szczegóły       | Szczegóły | Szczegóły |
| -------------- | --------- | --------------- | --------- | --------- |
| Godzina: 16:30 |           | (1:2, 1:2, 0:1) |           |           |

| 28 czerwca 2022 | Kazachstan | 1:5 | Łotwa | Arena Park 2, Stambuł |

| Szczegóły      | Szczegóły | Szczegóły       | Szczegóły | Szczegóły |
| -------------- | --------- | --------------- | --------- | --------- |
| Godzina: 16:30 |           | (0:3, 1:2, 0:0) |           |           |

| 29 czerwca 2022 | Holandia | 6:0 | Kazachstan | Arena Park 2, Stambuł |

| Szczegóły      | Szczegóły | Szczegóły       | Szczegóły | Szczegóły |
| -------------- | --------- | --------------- | --------- | --------- |
| Godzina: 16:30 |           | (3:0, 0:0, 3:0) |           |           |

Tabela
| Lp. | Zespół     | M | Pkt | Z | Zd | Pd | P | G+ | G− | +/− |
| --- | ---------- | - | --- | - | -- | -- | - | -- | -- | --- |
| 1   | Holandia   | 2 | 6   | 2 | 0  | 0  | 0 | 11 | 2  | +9  |
| 2   | Łotwa      | 2 | 3   | 1 | 0  | 0  | 1 | 7  | 6  | +1  |
| 3   | Kazachstan | 2 | 0   | 0 | 0  | 0  | 2 | 1  | 11 | −10 |

    = kontynuacja w drugiej rundzie w grupie D     = kontynuacja w drugiej rundzie w grupie E     = kontynuacja w drugiej rundzie w grupie F

### Grupa C
Wyniki
| 27 czerwca 2022 | Islandia | 1:5 | Australia | Arena Park 1, Stambuł |

| Szczegóły      | Szczegóły | Szczegóły       | Szczegóły | Szczegóły |
| -------------- | --------- | --------------- | --------- | --------- |
| Godzina: 13:00 |           | (0:1, 0:1, 1:3) |           |           |

| 28 czerwca 2022 | Hiszpania | 11:0 | Islandia | Arena Park 1, Stambuł |

| Szczegóły      | Szczegóły | Szczegóły       | Szczegóły | Szczegóły |
| -------------- | --------- | --------------- | --------- | --------- |
| Godzina: 13:00 |           | (4:0, 7:0, 0:0) |           |           |

| 29 czerwca 2022 | Australia | 1:4 | Hiszpania | Arena Park 1, Stambuł |

| Szczegóły      | Szczegóły | Szczegóły       | Szczegóły | Szczegóły |
| -------------- | --------- | --------------- | --------- | --------- |
| Godzina: 13:00 |           | (0:2, 0:0, 1:2) |           |           |

Tabela
| Lp. | Zespół    | M | Pkt | Z | Zd | Pd | P | G+ | G− | +/− |
| --- | --------- | - | --- | - | -- | -- | - | -- | -- | --- |
| 1   | Hiszpania | 2 | 6   | 2 | 0  | 0  | 0 | 15 | 1  | +14 |
| 2   | Australia | 2 | 3   | 1 | 0  | 0  | 1 | 6  | 5  | +1  |
| 3   | Islandia  | 2 | 0   | 0 | 0  | 0  | 2 | 1  | 16 | −15 |

    = kontynuacja w drugiej rundzie w grupie D     = kontynuacja w drugiej rundzie w grupie E     = kontynuacja w drugiej rundzie w grupie F

## Druga runda

### Grupa D
Wyniki
| 1 lipca 2022 | Hiszpania | 4:0 | Wielka Brytania | Arena Park 1, Stambuł |

| Szczegóły      | Szczegóły | Szczegóły       | Szczegóły | Szczegóły |
| -------------- | --------- | --------------- | --------- | --------- |
| Godzina: 20:00 |           | (2:0, 1:0, 1:0) |           |           |

| 2 lipca 2022 | Hiszpania | 4:0 | Holandia | Arena Park 1, Stambuł |

| Szczegóły      | Szczegóły | Szczegóły       | Szczegóły | Szczegóły |
| -------------- | --------- | --------------- | --------- | --------- |
| Godzina: 20:00 |           | (0:0, 0:0, 4:0) |           |           |

| 3 lipca 2022 | Wielka Brytania | 2:1 pd. | Holandia | Arena Park 1, Stambuł |

| Szczegóły      | Szczegóły | Szczegóły            | Szczegóły | Szczegóły |
| -------------- | --------- | -------------------- | --------- | --------- |
| Godzina: 20:00 |           | (0:0, 1:1, 0:0, 1:0) |           |           |

Tabela
| Lp. | Zespół          | M | Pkt | Z | Zd | Pd | P | G+ | G− | +/− |
| --- | --------------- | - | --- | - | -- | -- | - | -- | -- | --- |
| 1   | Hiszpania       | 2 | 6   | 2 | 0  | 0  | 0 | 8  | 0  | +8  |
| 2   | Wielka Brytania | 2 | 2   | 0 | 1  | 0  | 1 | 2  | 5  | −3  |
| 3   | Holandia        | 2 | 1   | 0 | 0  | 1  | 1 | 1  | 6  | −5  |

    = awans do finału     = awans do meczu o trzecie miejsce

### Grupa E
Wyniki
| 1 lipca 2022 | Australia | 5:0 | Turcja | Arena Park 2, Stambuł |

| Szczegóły      | Szczegóły | Szczegóły       | Szczegóły | Szczegóły |
| -------------- | --------- | --------------- | --------- | --------- |
| Godzina: 16:30 |           | (2:0, 1:0, 2:0) |           |           |

| 2 lipca 2022 | Łotwa | 1:2 | Australia | Arena Park 2, Stambuł |

| Szczegóły      | Szczegóły | Szczegóły       | Szczegóły | Szczegóły |
| -------------- | --------- | --------------- | --------- | --------- |
| Godzina: 16:30 |           | (1:1, 0:0, 0:1) |           |           |

| 3 lipca 2022 | Łotwa | 5:1 | Turcja | Arena Park 2, Stambuł |

| Szczegóły      | Szczegóły | Szczegóły       | Szczegóły | Szczegóły |
| -------------- | --------- | --------------- | --------- | --------- |
| Godzina: 16:30 |           | (2:0, 1:1, 2:0) |           |           |

Tabela
| Lp. | Zespół    | M | Pkt | Z | Zd | Pd | P | G+ | G− | +/− |
| --- | --------- | - | --- | - | -- | -- | - | -- | -- | --- |
| 1   | Australia | 2 | 6   | 2 | 0  | 0  | 0 | 7  | 1  | +6  |
| 2   | Łotwa     | 2 | 3   | 1 | 0  | 0  | 1 | 6  | 3  | +3  |
| 3   | Turcja    | 2 | 0   | 0 | 0  | 0  | 2 | 1  | 10 | −9  |

    = awans do meczu o trzecie miejsce     = awans do meczu o piąte miejsce

### Grupa F
Wyniki
| 1 lipca 2022 | Meksyk | 5:2 | Islandia | Arena Park 1, Stambuł |

| Szczegóły      | Szczegóły | Szczegóły       | Szczegóły | Szczegóły |
| -------------- | --------- | --------------- | --------- | --------- |
| Godzina: 13:00 |           | (2:0, 1:2, 2:0) |           |           |

| 2 lipca 2022 | Kazachstan | 2:0 | Islandia | Arena Park 1, Stambuł |

| Szczegóły      | Szczegóły | Szczegóły       | Szczegóły | Szczegóły |
| -------------- | --------- | --------------- | --------- | --------- |
| Godzina: 13:00 |           | (0:0, 1:0, 1:0) |           |           |

| 3 lipca 2022 | Meksyk | 6:1 | Kazachstan | Arena Park 1, Stambuł |

| Szczegóły      | Szczegóły | Szczegóły       | Szczegóły | Szczegóły |
| -------------- | --------- | --------------- | --------- | --------- |
| Godzina: 13:00 |           | (2:1, 2:0, 2:0) |           |           |

Tabela
| Lp. | Zespół     | M | Pkt | Z | Zd | Pd | P | G+ | G− | +/− |
| --- | ---------- | - | --- | - | -- | -- | - | -- | -- | --- |
| 1   | Meksyk     | 2 | 6   | 2 | 0  | 0  | 0 | 11 | 3  | +8  |
| 2   | Kazachstan | 2 | 3   | 1 | 0  | 0  | 1 | 3  | 6  | −3  |
| 3   | Islandia   | 2 | 0   | 0 | 0  | 0  | 2 | 2  | 7  | −5  |

    = awans do meczu o siódme miejsce

## Runda finałowa

### Mecz o siódme miejsce
| 5 lipca 2022 | Meksyk | 2:0 | Kazachstan | Arena Park 2, Stambuł |

| Szczegóły     | Szczegóły | Szczegóły       | Szczegóły | Szczegóły |
| ------------- | --------- | --------------- | --------- | --------- |
| Godzina: 9:30 |           | (0:0, 0:0, 2:0) |           |           |

### Mecz o piąte miejsce
| 5 lipca 2022 | Łotwa | 5:1 | Turcja | Arena Park 2, Stambuł |

| Szczegóły      | Szczegóły | Szczegóły       | Szczegóły | Szczegóły |
| -------------- | --------- | --------------- | --------- | --------- |
| Godzina: 13:00 |           | (2:0, 1:0, 2:1) |           |           |

### Mecz o trzecie miejsce
| 5 lipca 2022 | Holandia | 1:2 | Australia | Arena Park 1, Stambuł |

| Szczegóły      | Szczegóły | Szczegóły       | Szczegóły | Szczegóły |
| -------------- | --------- | --------------- | --------- | --------- |
| Godzina: 16:00 |           | (1:1, 0:0, 0:1) |           |           |

### Finał
| 5 lipca 2022 | Hiszpania | 3:1 | Wielka Brytania | Arena Park 1, Stambuł |

| Szczegóły      | Szczegóły | Szczegóły       | Szczegóły | Szczegóły |
| -------------- | --------- | --------------- | --------- | --------- |
| Godzina: 20:30 |           | (3:0, 0:1, 0:0) |           |           |

## Ranking końcowy
| Miejsce | Drużyna         |
| ------- | --------------- |
| 1       | Hiszpania       |
| 2       | Wielka Brytania |
| 3       | Australia       |
| 4       | Holandia        |
| 5       | Łotwa           |
| 6       | Turcja          |
| 7       | Meksyk          |
| 8       | Kazachstan      |
| 9       | Islandia        |

    = drużyna uzyskała awans do Dywizji I, Grupy B     = drużyny spadły do Dywizji II, Grupy B